# Jézus családfája
Az Újszövetség két helyen írja le Jézus származását; Máté evangéliumában, illetve Lukács evangéliumában. Máté Ábrahámtól vezeti le Jézusig, míg Lukács Jézussal kezdi, és visszafele haladva Ádámig, illetve Istenig vezeti vissza. Máté szerint 41 generáció telik el Ábrahám és Jézus között, míg Lukács szerint 56. Az Ábrahám és Dávid király közötti rész megegyezik, viszont onnantól kezdve Máté Salamon király vonalán vezeti végig a családfát, míg Lukács Dávid király másik fia, Nátán vonalán.
Tradicionális bibliatudósok elméletei szerint Lukács igazából Mária vonalát vezeti le, míg mások mindkét családfát kitalációnak tartják.

## Máté evangéliuma
“Ábrahám nemzé Izsákot; Izsák nemzé Jákóbot; Jákób nemzé Júdát és testvéreit;
Júda nemzé Fárest és Zárát Támártól; Fáres nemzé Esromot; Esrom nemzé Arámot;
Arám nemzé Aminádábot; Aminádáb nemzé Naássont; Naásson nemzé Sálmónt;
Sálmón nemzé Boázt Ráhábtól; Boáz nemzé Obedet Ruthtól; Obed nemzé Isait;
Isai nemzé Dávid királyt; Dávid király nemzé Salamont az Uriás feleségétől;
Salamon nemzé Roboámot; Roboám nemzé Abiját; Abija nemzé Asát;
Asa nemzé Josafátot; Josafát nemzé Jórámot; Jórám nemzé Uzziást;
Uzziás nemzé Jóathámot; Joathám nemzé Ákházt; Ákház nemzé Ezékiást;
Ezékiás nemzé Manassét; Manassé nemzé Ámont; Ámon nemzé Jósiást;
Jósiás nemzé Jekoniást és testvéreit a babilóni fogságra vitelkor.
A babilóni fogságravitel után pedig Jekoniás nemzé Saláthielt; Saláthiel nemzé Zorobábelt;
Zorobábel nemzé Abiudot; Abiud nemzé Eliákimot; Eliákim nemzé Azort;
Azor nemzé Sádokot; Sádok nemzé Akimot; Akim nemzé Eliudot;
Eliud nemzé Eleázárt; Eleázár nemzé Matthánt; Matthán nemzé Jákóbot;
Jákób nemzé Józsefet, férjét Máriának, a kitől született Jézus, a ki Krisztusnak neveztetik.”

Máté evangéliuma 1:2-16

## Lukács evangéliuma
„Maga Jézus pedig mintegy harmincz esztendős volt, mikor tanítani kezdett, ki, a mint állítják vala, a József fia vala, ez pedig a Hélié,
Ez Mattáté, ez Lévié, ez Melkié, ez Jannáé, ez Józsefé,
Ez Matthatiásé, ez Ámosé, ez Naumé, ez Eslié, ez Naggaié,
Ez Maáté, ez Matthatiásé, ez Sémeié, ez Józsefé, ez Júdáé,
Ez Joannáé, ez Rhésáé, ez Zorobábelé, ez Saláthielé, ez Nérié,
Ez Melkié, ez Addié, ez Hosámé, ez Elmodámé, ez Éré,
Ez Jóséé, ez Eliézeré, ez Jórimé, ez Mattáté, ez Lévié,
Ez Simeoné, ez Júdáé, ez Józsefé, ez Jónáné, ez Eliákimé,
Ez Méleáé, ez Maináné, ez Mattátáé, ez Nátáné, ez Dávidé,
Ez Jesséé, ez Obedé, ez Boázé, ez Sálmoné, ez Naássoné,
Ez Aminádábé, ez Arámé, ez Esroné, ez Fáresé, ez Júdáé.
Ez Jákóbé, ez Izsáké, ez Ábrahámé, ez Táréé, ez Nákhoré,
Ez Sárukhé, ez Ragávé, ez Fáleké, ez Eberé, ez Saláé,
Ez Kajnáné, ez Arfaksádé, ez Semé, ez Noéé, ez Lámekhé,
Ez Mathuséláé, ez Énókhé, ez Járedé, ez Mahalaléelé, ez Kajnáné,
Ez Énósé, ez Sethé, ez Ádámé, ez pedig az Istené.”

Lukács evangéliuma 3:23-38

## A családfák összehasonlítása
| Generáció | Ószövetség | Máté      | Lukács     |
| --------- | ---------- | --------- | ---------- |
| 0.        | Isten      | -         | Isten      |
| 1.        | Ádám       | -         | Ádám       |
| 2.        | Séth       | -         | Seth       |
| 3.        | Énós       | -         | Énós       |
| 4.        | Kénán      | -         | Kajnán     |
| 5.        | Mahalálél  | -         | Mahalaléel |
| 6.        | Járed      | -         | Járed      |
| 7.        | Énókh      | -         | Énókh      |
| 8.        | Methusélah | -         | Mathuséla  |
| 9.        | Lámekh     | -         | Lámekh     |
| 10.       | Noé        | -         | Noé        |
| 11.       | Sém        | -         | Sem        |
| 12.       | Arpaksád   | -         | Arfaksád   |
| 13.       |            | -         | Kajnán     |
| 14.       | Séláh      | -         | Sala       |
| 15.       | Héber      | -         | Eber       |
| 16.       | Péleg      | -         | Fálek      |
| 17.       | Réu        | -         | Ragáv      |
| 18.       | Sérug      | -         | Sárukh     |
| 19.       | Nákhor     | -         | Nákhor     |
| 20.       | Tháré      | -         | Táre       |
| 21.       | Ábrahám    | Ábrahám   | Ábrahám    |
| 22.       | Izsák      | Izsák     | Izsák      |
| 23.       | Jákób      | Jákób     | Jákób      |
| 24.       | Júda       | Júda      | Júda       |
| 25.       | Pérec      | Fáres     | Fáres      |
| 26.       | Hesron     | Esron     | Esron      |
| 27        | Rám        | Arám      | Arám       |
| 28.       | Aminádáb   | Aminádáb  | Aminádáb   |
| 29.       | Naásson    | Naásson   | Naásson    |
| 30.       | Sálmón     | Sálmón    | Sálmon     |
| 31.       | Boáz       | Boáz      | Boáz       |
| 32.       | Obed       | Obed      | Obed       |
| 33.       | Isai       | Isai      | Jesse      |
| 34.       | Dávid      | Dávid     | Dávid      |
| 35.       | Salamon    | Salamon   | Nátán      |
| 36.       | Roboám     | Roboám    | Mattáta    |
| 37.       | Abija      | Abija     | Mainán     |
| 38.       | Asa        | Asa       | Mélea      |
| 39.       | Jósafát    | Josafát   | Eliákim    |
| 40.       | Jórám      | Jórám     | Jónán      |
| -         | Akházia    |           |            |
| -         | Joás       |           |            |
| -         | Amásia     |           |            |
| 41.       | Azária     | Uzziás    | József     |
| 42.       | Jótám      | Joathám   | Júda       |
| 43.       | Akház      | Ákház     | Simeon     |
| 44.       | Ezékiás    | Ezékiás   | Lévi       |
| 45.       | Manassé    | Manassé   | Mattát     |
| 46.       | Ámón       | Ámón      | Jórim      |
| 47.       | Jósiás     | Jósiás    | Eliézer    |
| -         | Jojákim    |           |            |
| 48.       | Jékoniás   | Jekoniás  | Jóse       |
| 49.       | Pedája     | Saláthiel | Ér         |
| 50.       | Zerubábel  | Zorobábel | Elmodám    |
| 51.       | -          | Abiud     | Hosám      |
| 52.       | -          | Eliákim   | Addi       |
| 53.       | -          | Azor      | Melki      |
| 54.       | -          | Sádok     | Néri       |
| 55.       | -          | Akim      | Saláthiel  |
| 56.       | -          | Eliud     | Zorobábel  |
| 57.       | -          | Eleázár   | Rhésa      |
| 58.       | -          | Matthán   | Joanna     |
| 59.       | -          | Jákób     | Júda       |
| 60.       | -          |           | József     |
| 61.       | -          |           | Sémei      |
| 62.       | -          |           | Matthatiás |
| 63.       | -          |           | Maát       |
| 64.       | -          |           | Naggai     |
| 65.       | -          |           | Esli       |
| 66.       | -          |           | Naum       |
| 67.       | -          |           | Ámos       |
| 68.       | -          |           | Matthatiás |
| 69.       | -          |           | József     |
| 70.       | -          |           | Janna      |
| 71.       | -          |           | Melki      |
| 72.       | -          |           | Lévi       |
| 73.       | -          |           | Mattát     |
| 74.       | -          |           | Héli       |
| 75. / 60. | -          | József    | József     |
| 76. / 61. | -          | Jézus     | Jézus      |

| összehasonlítás alapja                        | Máté       | Lukács     |
| --------------------------------------------- | ---------- | ---------- |
| kronológialag                                 | sorrendben | visszafelé |
| nőket említ?                                  | 5 esetben  | nem        |
| generációk száma Dávid király és Jézus között | 27         | 43         |
| ezek alapján egy generáció átlagos hossza     | 36 év      | 23 év      |